# Patrick Laudet
Pour les articles homonymes, voir Laudet.
Patrick Laudet, né en 1960, est un enseignant, haut fonctionnaire et diacre catholique français. Il est inspecteur général de l'Éducation nationale depuis 2008.

## Biographie

### Études et carrière
Il est reçu à l'agrégation de lettres modernes et titulaire d'un doctorat ès lettres.
Professeur de lettres modernes en première supérieure (en khâgne) au lycée du Parc à Lyon durant de nombreuses années, il est ensuite nommé professeur de chaire supérieure. Il est également professeur d’art sacré à l’Université catholique de Lyon depuis 2006.
En 2008, il est nommé inspecteur général de l'Éducation nationale, groupe des lettres, chargé du théâtre et du cinéma.
Il est nommé président du jury du concours du CAPES et du CAFEP de lettres pour la session 2016.

## Polémique
En octobre 2016, à la suite de la publication du rapport du jury du Capes externe de lettres 2016, il est accusé de sexisme pour avoir écrit en page 2 : « La proportion des garçons au CAPES de lettres s'améliore, ce qui est un symptôme d'attractivité nouvelle pour le métier de professeur de Lettres. Enseigner les lettres n'est pas une spécificité féminine et nos élèves ont besoin de l'expérimenter au quotidien. Ils y gagneront incontestablement, les garçons entre autres, et la présence accrue d'hommes pour enseigner les Lettres contribuera à affiner l'image parfois dégradée qu'ils ont de la discipline. Pour qui est légitimement soucieux de parité, c'est là une tendance vraiment encourageante. ». Un article de presse relaie les réactions d'enseignants considérant ces propos comme discriminatoires et misogynes.

### Diaconat
En 2004, il est ordonné diacre permanent de l'archidiocèse de Lyon par le cardinal Barbarin.
Patrick Laudet intervient régulièrement en tant qu'invité à l'antenne de la radio RCF.

## Publications

### Rédaction et direction d'ouvrages scolaires
- Le Rouge et le noir, Stendhal (résumé analytique, commentaire critique, documents complémentaires), Nathan, Paris, 1989 (rééd. 1994)  (ISBN 2-09-188606-8)
- La Chartreuse de Parme, Stendhal (résumé analytique, commentaire critique, documents complémentaires), Nathan, Paris, 1991 (rééd. 1994)  (ISBN 2-09-180059-7)
- Les plus belles pages de la littérature française avec Anne Armand, Marc Baconnet et Isabelle Mimouni, Gallimard, Paris, 2007  (ISBN 978-2-0703-4584-7)
- L'Échange, Paul Claudel (dossier et notes de commentaire de pièce de théâtre), Gallimard, Paris, 2012  (ISBN 978-2-0704-4628-5)

### Actes de conférences
- Paul Claudel, maître spirituel pour notre temps : conférences de carême de Fourvière, avec Mgr Philippe Barbarin (dir.), Jean Bastaire, Yves-Marie Habert, Jean-François Chiron, Dominique Millet-Gérard, Parole et Silence, Paris, 2005  (ISBN 2-84573-285-6)
- « Abreuver le troupeau de Rachel : la figure de l’épouse dans la prédication de saint François de Sales » in Jean-Pierre Landry (dir.), Le temps des beaux sermons, Centre Jean Prévost - Université Jean Moulin Lyon III, Lyon, 2006

### Ouvrage d'exégèse biblique
- Ce que dit la Bible sur : La confiance, Nouvelle Cité, Bruyères-le-Chatel, 2017  (ISBN 978-2-8531-3876-5)
- Ce que dit la Bible sur : La tendresse, Nouvelle Cité, Bruyères-le-Chatel, 2015  (ISBN 978-2-8531-3748-5)

### Beau-livre
- Arcabas : Notre-Dame de La Salette, préface de Mgr Guy de Kerimel, photographies de Marcel Crozet, Éditions du Cerf, Paris, 2006 et Scriptoria, Chasselay, 2017  (ISBN 2-204-07722-4) et  (ISBN 979-1-0942-4507-1)

### Préface
- Romain Piana et Aurélien Pulice, Les Bacchantes, Euripide, Éditions Canopé, Poitiers, 2015  (ISBN 978-2-240-03569-1)